# Fonds de Régulation des Recettes
Der Fonds de Régulation des Recettes (FRR, arabisch صندوق ضبط الإيرادات, DMG Ṣundūq Ḍabṭ al-Īrādāt) ist ein Staatsfonds der algerischen Regierung und wird von ihr verwaltet. Er wurde im Jahr 2000 gegründet und sammelt hauptsächlich Überschüsse aus Steuern auf die algerischen Öl- und Gasreserven. Ziel des Fonds ist es, die Volkswirtschaft zu stabilisieren und die Auswirkungen von Öl- und Gaspreisschwankungen abzumildern.

## Geschichte
Der Fonds wurde im Jahr 2000 gegründet, um die Ölkrise zu bewältigen. Seit seiner Gründung hat er viele Jahre lang dazu beigetragen, die niedrigeren Werte der Ölsteuer auszugleichen, entweder um die Staatsverschuldung zu senken oder schließlich das Haushaltsdefizit des Staates zu finanzieren. Dies beweist einerseits seine wachsende Rolle, andererseits führte der Ölschock von 2014 dazu, dass seine Vermögenswerte Anfang 2017 nahezu völlig aufgebraucht waren.
Per Ende 2024 war das verwaltete Vermögen wieder auf 16,3 Milliarden USD gewachsen.
Damit war der RRF im selben Jahr hinter dem äthiopischen und dem libyschen der drittgrößte Staatsfonds Afrikas.